# محطة قطار حسين داي
محطة قطار حسين داي هي محطة قطارات بحسين داي في ولاية الجزائر تقع قرب جامع الجزائر وكلية العلوم الإسلامية وشاطئ الصابلات، وتنطلق منها أنواع عديدة من القطارات على اختلاف درجاتها إلى جميع نواحي الجزائر.

## التاريخ

### الإنشاء
تم البدء في إنشاء محطة قطار حسين داي أثناء الاحتلال الفرنسي للجزائر مباشرة بعد المصادقة على مشروع «خط سكة حديد من الحراش إلى الرغاية» بتاريخ 20 ديسمبر 1877م.
وتم تدعيم مكانة هذه المحطة بعد المصادقة الأخرى على مشروع خط سكة حديد من الرغاية إلى الثنية بتاريخ 3 ديسمبر 1878م.
وتكفلت شركة السكك الحديدية للشرق الجزائري [الفرنسية] بإنجاز هذا المشروع إلى غاية شهر سبتمبر 1881م.
وتم إنهاء بناء محطة قطار حسين داي وتدشينها بتاريخ 5 أوت 1879م أثناء إنجاز خط سكة حديد من الجزائر إلى سكيكدة.

### الازدواجية
تمت إعادة بناء محطة قطار حسين داي وترقية سكة حديدها من مسار فردي إلى مسار مزدوج في العام 1987م.
وتم هذا التحديث بواسطة «اتفاق تعاون في السكك الحديدية» ما بين الجزائر والنمسا يقضي آنذاك بإنجاز العديد من المشاريع خاصة في ضاحية الجزائر ما بين الحراش والثنية على مسار مزدوج.
وقد ساهمت الشركات النمساوية بالتقانة والتجربة في تطوير محطة قطار حسين داي ومحيطها، عبر مراحل التخطيط والهندسة المدنية المتخصصة وإشارات السكك الحديدية وسكة الحديد المكهربة · .

### الكهربة
يُعتبر خط سكة الحديد الذي يعبر «محطة قطار حسين داي» من أهم خطوط السكة الحديدية في الجزائر بمعدل 63 قطارا لنقل المسافرين يوميا.
وقد تم تحويل سكة حديد هذه المحطة إلى سكة حديد مكهربة بجهد كهربائي شدته 25 000 فولط ما بين محطة قطار القصبة ومحطة قطار الثنية على مسافة 53.5 كلم في شهر جانفي 2009م.
وقامت شركة الشركة الوطنية للنقل بالسكك الحديدية، مع شركات أخرى مثل ألستوم والمجمع الصيني لأشغال السكك الحديدية وسيمنز وأبينغوا ومجموعة حداد وأنفراراي، بتطوير إشارات السكك الحديدية والاتصالات بين القطارات على مستوى هذه المحطة وهذا الخط المكهرب · .

## الخطوط والمحطات الموصولة

### خط سكة حديد من القصبة إلى الحراش
|  |   |  | محطات القطار | البلديات   | الربط بالقطار والترامواي    | الربط بالمترو |
|  | - |  | ------------ | ---------- | --------------------------- | --- |
|  | ● |  | الجزائر      | القصبة     | • عين البنيان • زرالدة      | • محطة مترو بن باديس • محطة مترو ساحة الشهداء                                                                                        |
|  | ● |  | آغا          | سيدي امحمد |                             | • محطة مترو خليفة بوخالفة [الفرنسية] • محطة مترو تافورة                                                                              |
|  | ● |  | الورشات      | بلوزداد    |                             | • محطة مترو حديقة التسلية [الفرنسية] • محطة مترو الحامة [الفرنسية] • محطة مترو عيسات إيدير [الفرنسية] • محطة مترو أول ماي [الفرنسية] |
|  | ● |  | حسين داي     | حسين داي   |                             | • محطة مترو البحر والشمس [الفرنسية] • محطة مترو حي عميروش [الفرنسية] • محطة مترو المعدومين [الفرنسية]                                |
|  | ● |  | المقارية     | المقارية   |                             | • محطة مترو باش جراح 1 [الفرنسية] • محطة مترو باش جراح 2 [الفرنسية] • محطة مترو حي البدر [الفرنسية]                                  |
|  | ● |  | الحراش       | الحراش     | • جسر قسنطينة • وادي السمار | • محطة مترو قطار الحراش [الفرنسية] • محطة مترو وسط الحراش [الفرنسية]                                                                 |

## مكتبة الصور

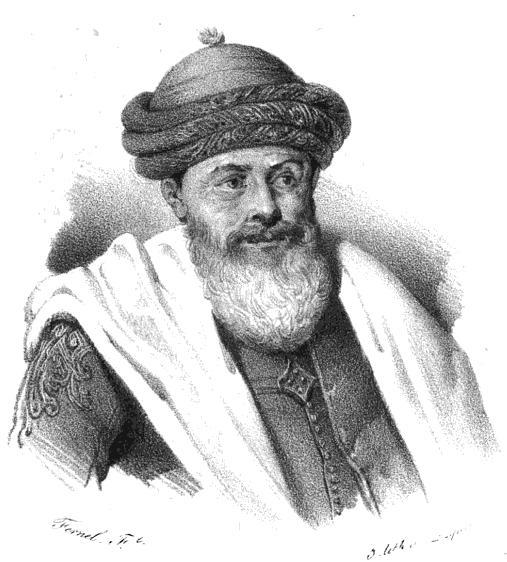
الداي حسين
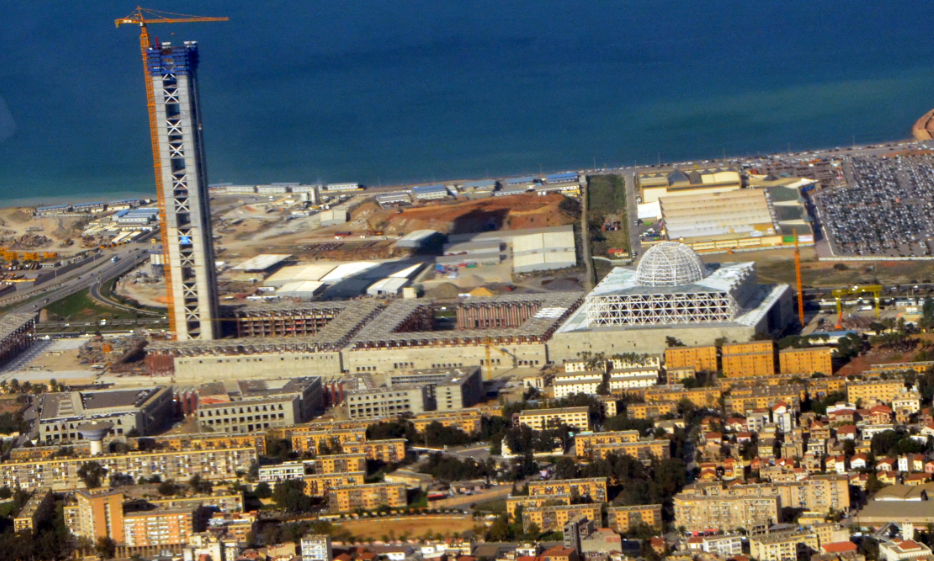
جامع الجزائر
جامع الجزائر
المحطة البرية للخروبة
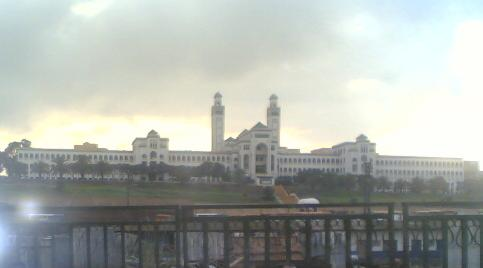
كلية العلوم الإسلامية في الجزائر
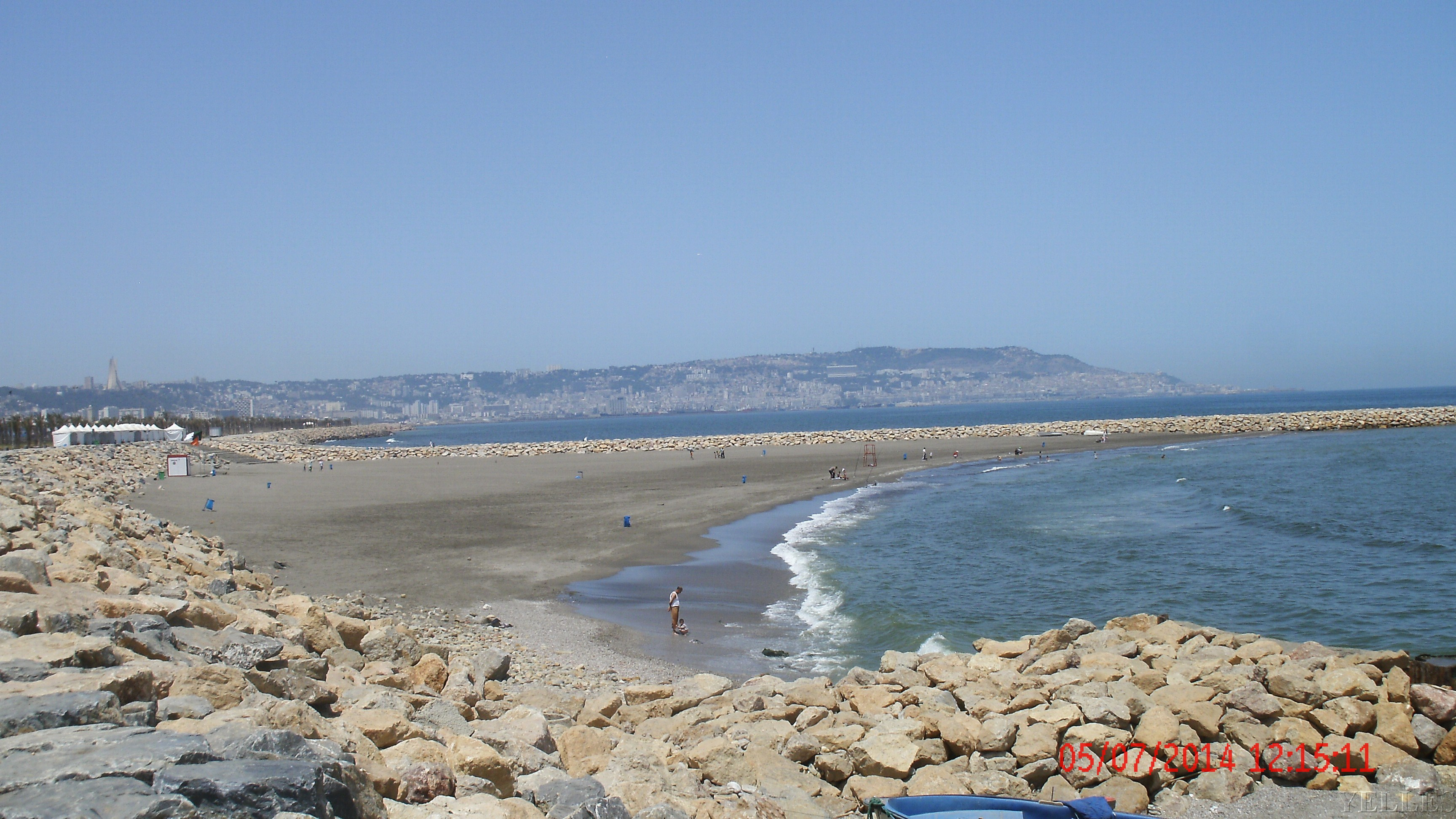
شاطئ الصابلات
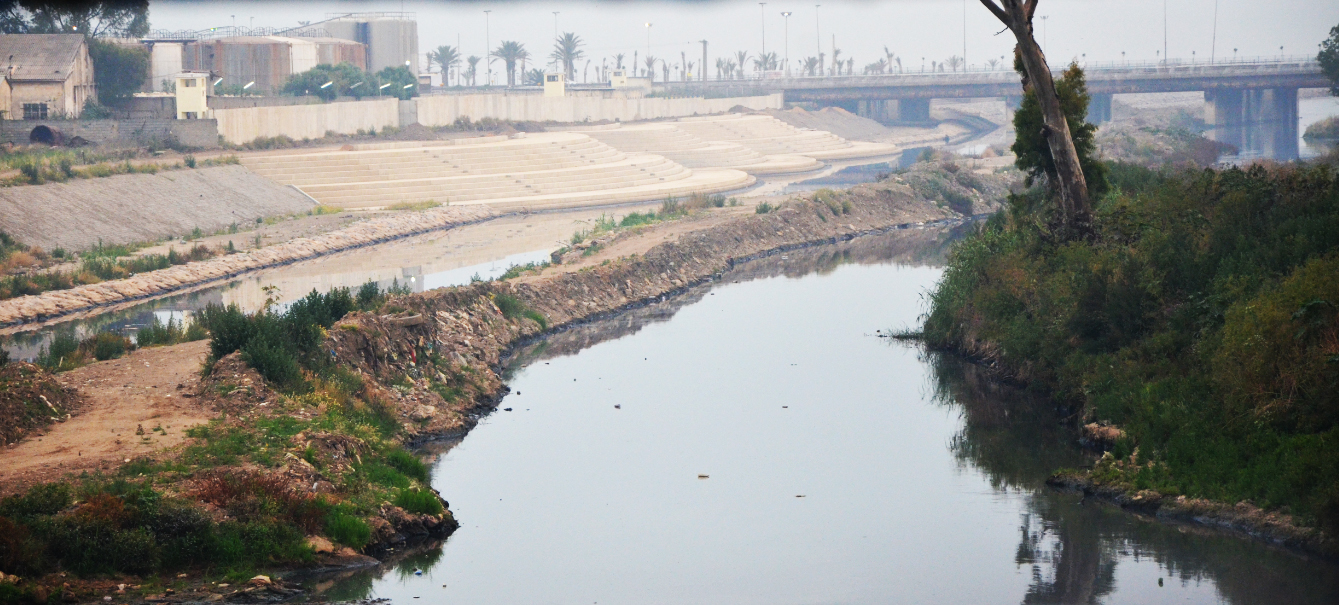
وادي الحراش في 2016م
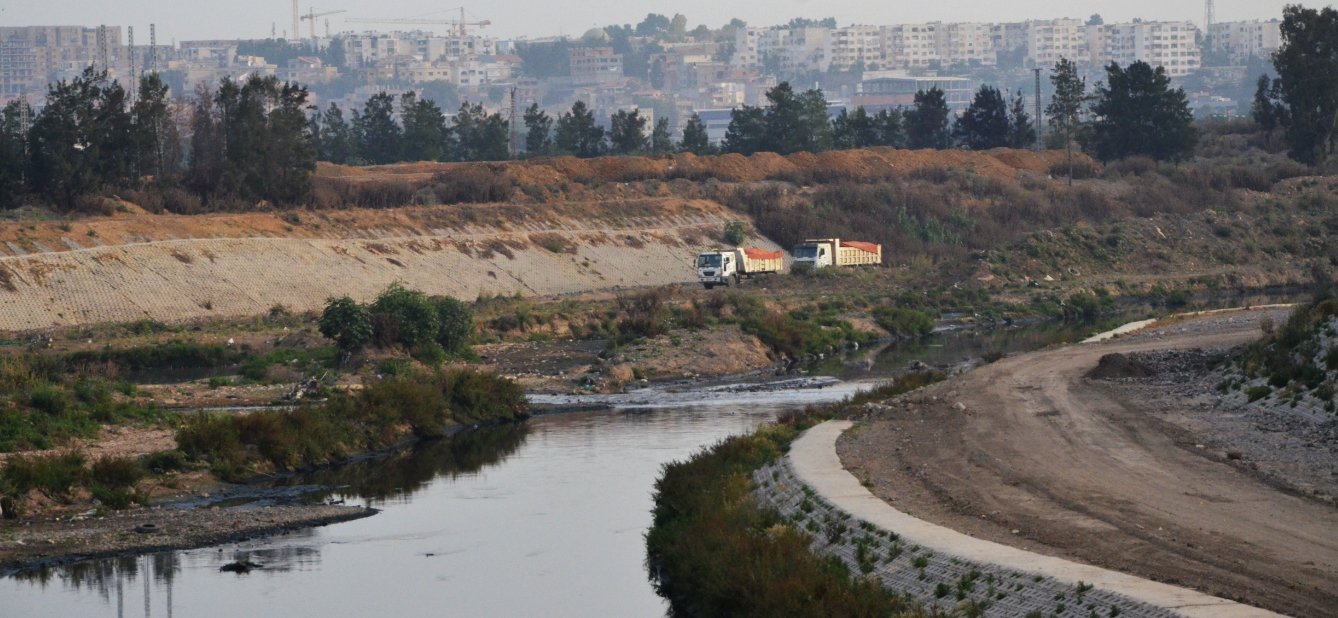
وادي الحراش في 2016م
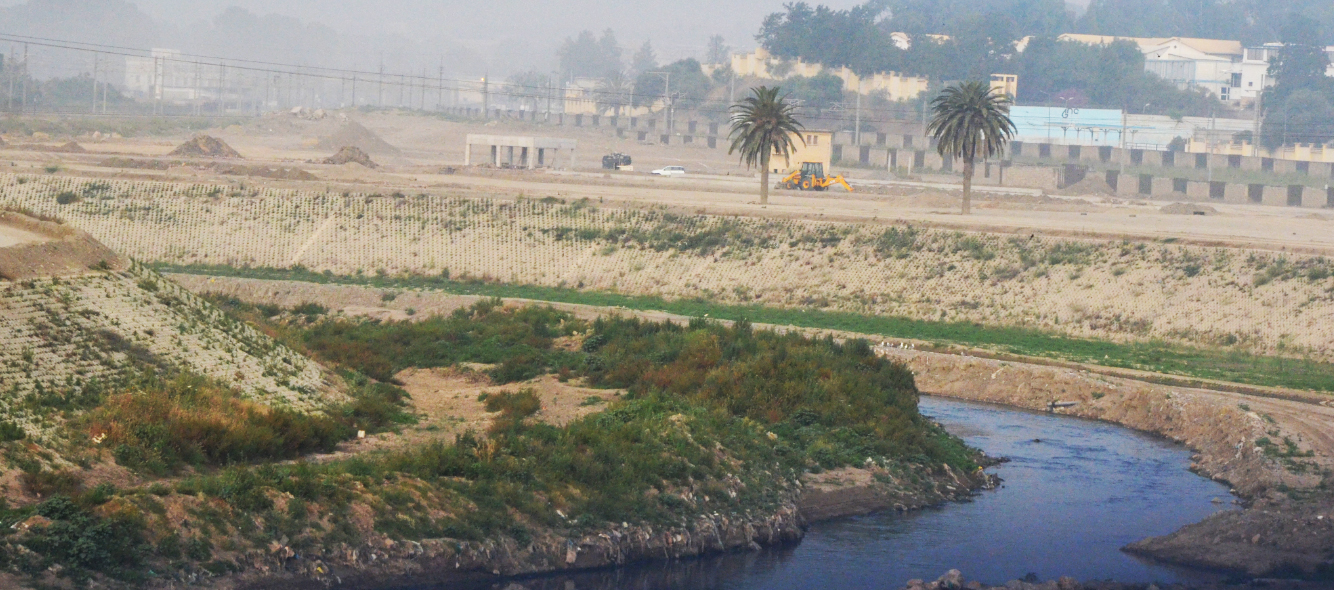
وادي الحراش في 2016م
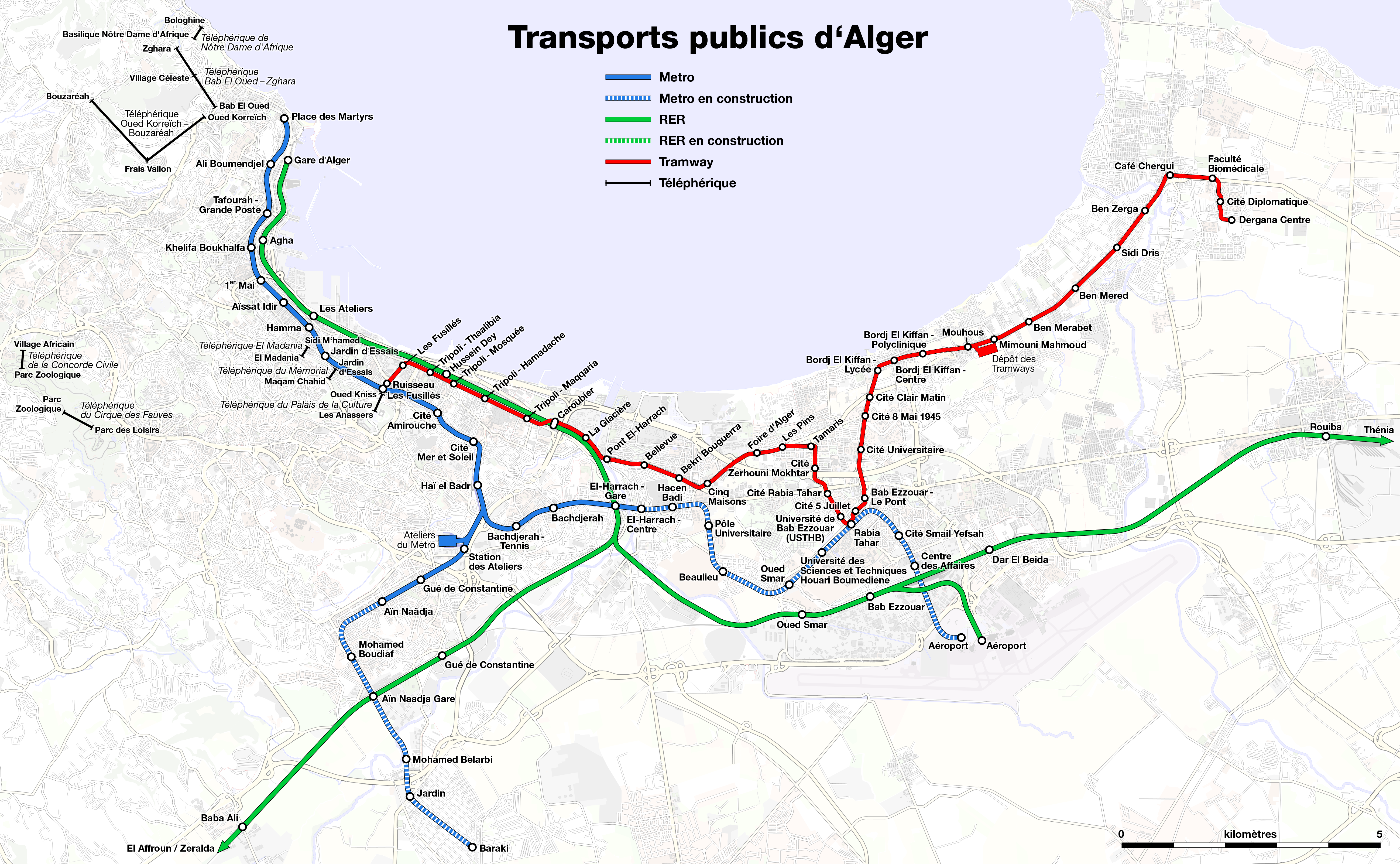
مترو الجزائر وترامواي الجزائر العاصمة
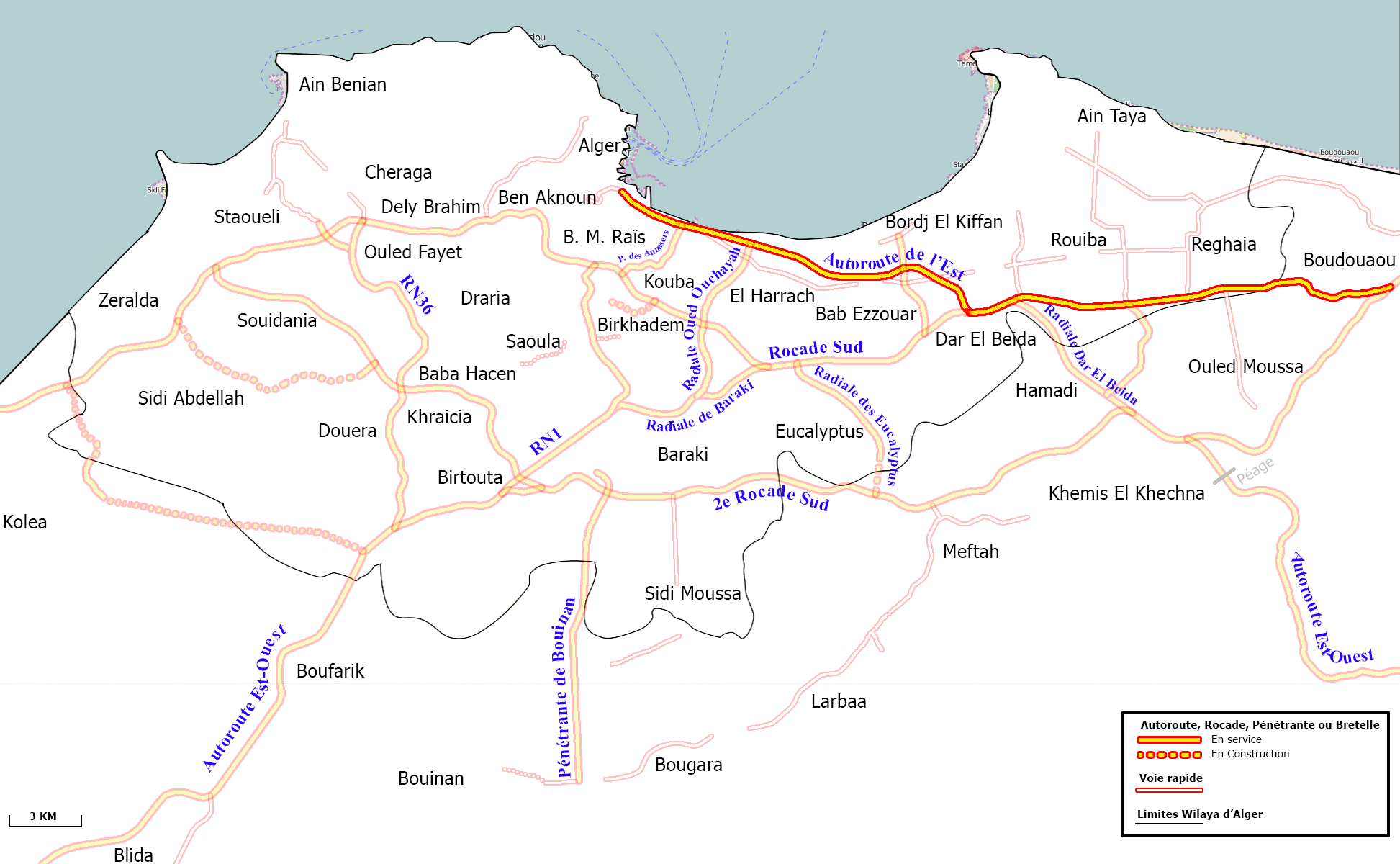
النقل في ولاية الجزائر
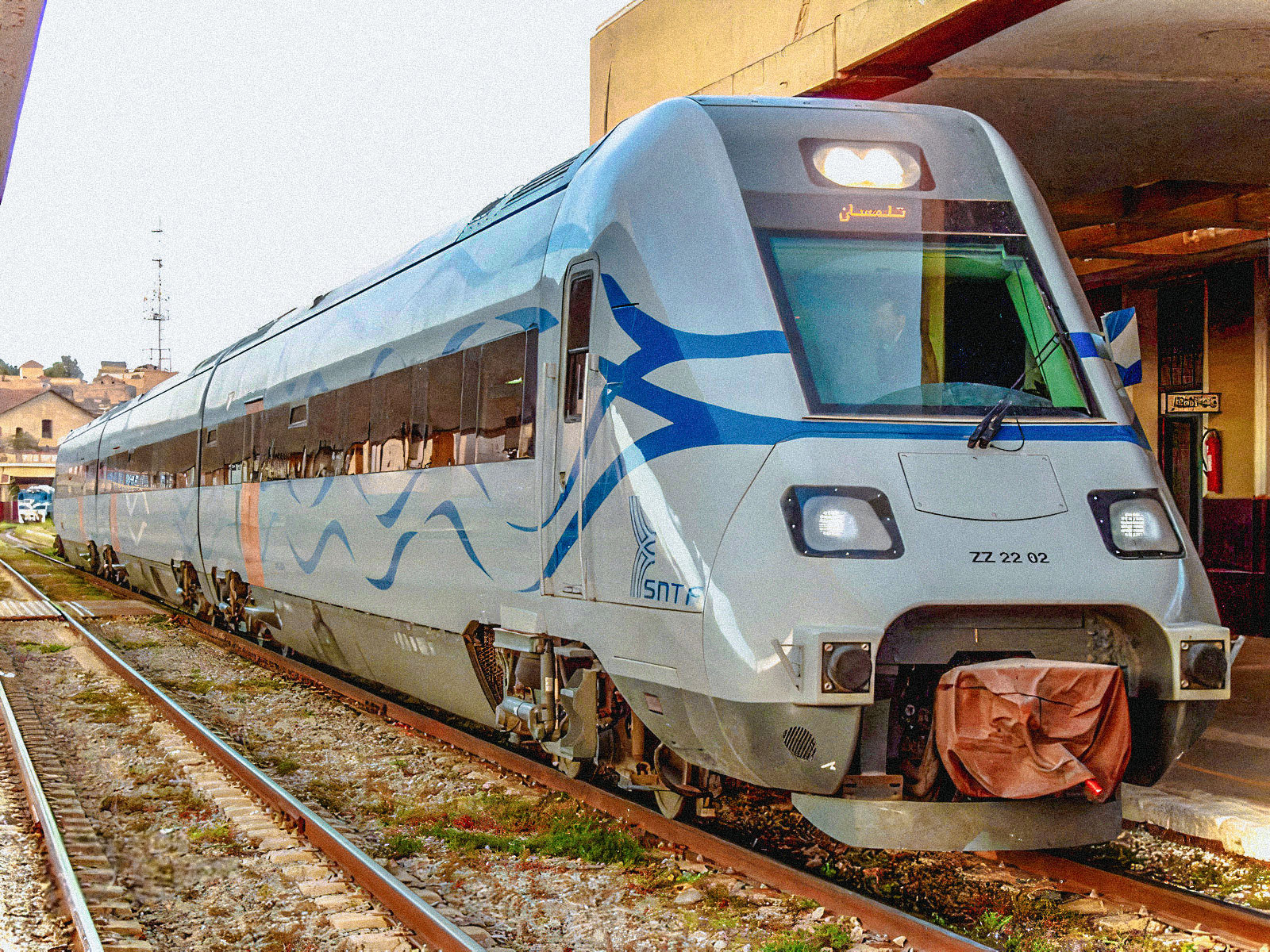
الشركة الوطنية للنقل بالسكك الحديدية
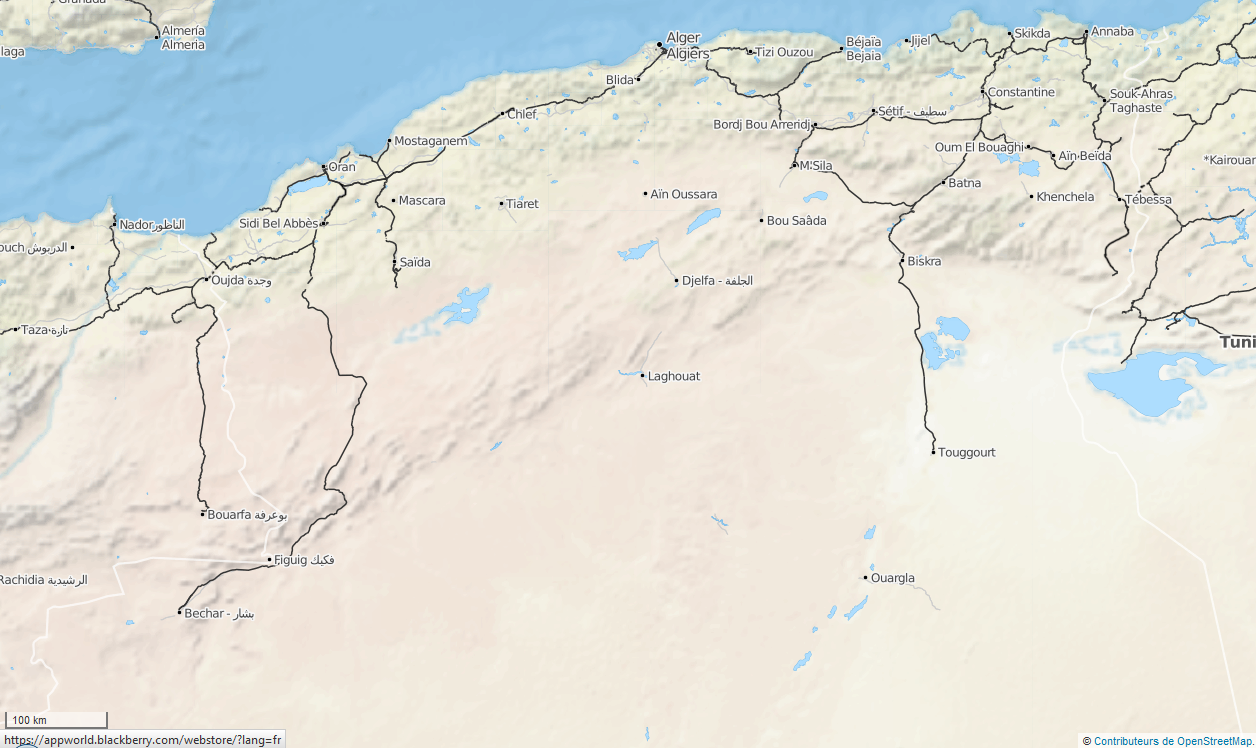
النقل بالسكة الحديدية في الجزائر

### مواضيع ذات صلة
- وزارة النقل الجزائرية
- الشركة الوطنية للنقل بالسكك الحديدية
- النقل في الجزائر
- محطات السكك الحديدية في الجزائر
- النقل بالسكة الحديدية في الجزائر
- النقل في ولاية الجزائر
- تاريخ السكك الحديدية الجزائرية
- قائمة خطوط السكة الحديدية في الجزائر
- الوكالة الوطنية لدراسة ومتابعة إنجاز الاستثمارات في السكك الحديدية
- قائمة محطات القطار في الجزائر
- شركة السكك الحديدية للشرق الجزائري [الفرنسية]
- خط سكة حديد من الجزائر إلى سكيكدة
- الطريق الوطني رقم 5
- الطريق الوطني رقم 11
- الطريق الوطني رقم 24

### فيديوهات
- محطة قطار حسين داي على يوتيوب
- محطة قطار حسين داي على يوتيوب
- محطة قطار حسين داي على يوتيوب
- محطة قطار حسين داي على يوتيوب
- محطة قطار حسين داي على يوتيوب
- محطة قطار حسين داي على يوتيوب
- محطة قطار حسين داي على يوتيوب
- محطة قطار حسين داي على يوتيوب
- جامع الجزائر على يوتيوب
- شاطئ الصابلات على يوتيوب
- وادي الحراش على يوتيوب
- المحطة البرية للخروبة على يوتيوب

### وصلات خارجية
- الموقع الرسمي للشركة الوطنية للنقل بالسكك الحديدية